# 舍夫琴基夫斯凱 (新米科拉伊夫卡市鎮)
47°55′33″N 36°4′11″E / 47.92583°N 36.06972°E
舍夫琴基夫斯凱（烏克蘭語：Шевченківське）是位於烏克蘭東南部的村莊，由扎波羅熱州扎波羅熱区的新米科拉伊夫卡市鎮負責管轄。該村始建於1923年，面積1.35平方公里，海拔高度124米，2001年人口258，人口密度每平方公里191.1人。